# Burghaus Zarten
Das Burghaus Zarten ist ein Burghaus in Zarten (Bundesstraße 8), einem heutigen Ortsteil der Gemeinde Kirchzarten im Landkreis Breisgau-Hochschwarzwald in Baden-Württemberg.
Das im 13. oder 14. Jahrhundert errichtete wohnturmartige Burghaus wurde 1420 in einer Urkunde mit dem Freiburger Schultheißen Paulus von Riehein als Lehensträger des Klosters St. Märgen erwähnt. Spätestens ab 1502 war der Turm im Besitz der Stadt Freiburg. Das bewohnte viergeschossige Turmhaus auf rechteckigem Grundriss mit steilem Dachgiebel zeigt an den Ecken Buckelquader und spätere Anbauten.